# Templo Foguang
O Templo Foguang (em chinês:佛光寺) é um templo budista localizado a cinco quilómetros de Doucun, no xiàn de Wutai, província de Xanxim, China. O mais importante salão do templo é o Salão Leste, construído em 857 EC, durante a dinastia Tang (687-907). De acordo com os registos arquitectónicos, esta é a terceira estrutura de madeira mais antiga da China. Tal redescoberta foi consumada pelo historiador de arquitetura Liang Sicheng (1901–1972), em 1937. Um salão ainda mais antigo no Templo Nanchan foi descoberto no ano seguinte pela mesma equipa. O templo possui outro importante salão que remonta ao ano de 1137, denominado de Salão Manjushri. Não obstante, o segundo pagode mais antigo existente na China (depois do Pagode de Songyue), que data do século VI, está localizado nas imediações deste templo. Atualmente, esta construção faz parte do Património da Humanidade da UNESCO e encontra-se em processo de restauro.

## História
O templo foi fundado no século V, durante a Dinastia Wei do Norte. Entre os anos de 785 e 820, o templo passou por um período de intensa construção, aquando a construção dos três pisos de 32 metros de altura. Em 845, o imperador Wu Zong proibiu o budismo no país. Consequência da grande perseguição, o Templo Foguang foi queimado por completo, tendo apenas resistido o Pagode Zushi - a única estrutura que data desse período. Doze anos depois, em 857, o templo foi reconstruído; o Salão Leste começou então a ser edificado no local do antigo pavilhão de três andares. Na época, uma mulher chamada Ning Gongyu forneceu a maior parte dos fundos necessários para a construção do salão e a configuração foi liderada pelo monge budista chamado Yuancheng. No século X, uma representação do Templo Foguang foi pintada na caverna 61 das Grutas de Mogao, porém, é provável que os seus autores não tenham nunca visto o templo, uma vez que o salão principal representado na pintura consiste num edifício branco de dois andares com um telhado verde-esmalte, bastante diferente do vermelho e branco do Salão Leste. Esta pintura indica que o Templo Foguang foi uma parada importante para os peregrinos budistas. Em 1137, durante a Dinastia Jin, o Salão Manjushri foi edificado no lado norte do templo, juntamente com um outro salão dedicado a Samantabhadra, entretanto queimado durante a Dinastia Qing (1644 - 1912).

Uma planta de implantação do templo mostra a localização das construções como o descrito no corpo do artigo.

Em 1930, a Sociedade de Pesquisa da Arquitetura Chinesa deu início a investigações sobre antigos edifícios por toda a China. Em 1937, uma equipe liderada pelo arquitecto Liang Sicheng descobriu que o Templo Foguang foi considerado uma relíquia da Dinastia Tang. Liang foi capaz de datar a construção graças à descoberta da sua esposa de uma inscrição presente numa das vigas. A exactidão da data foi confirmada pelo estudo sobre o edifício desenvolvido por Liang, com combinações de informação explorada sobre as construções da Dinastia Tang.

## Implantação
Diferentemente da maioria dos outros templos chineses que estão orientados para sul-norte, o templo Foguang orienta-se numa posição leste-oeste considerando o facto das montanhas se localizarem a leste, norte e sul. Acredita-se que as montanhas atrás do edifício favorecem a conservação das influências positivas reverenciadas pelo feng shui (風水). O sítio ao pé de uma colina exigiu que o complexo fosse provido de terraços, fazendo com que o pavilhão principal ficasse elevado acima dos pátios de acesso. A elevação frontal possui sete intercolúnios na sua largura, com beirais excepcionalmente profundos que se projetam em mais de 4 metros em relação à face da coluna de apoio, o que permitem exibir as enormes mísulas dougong que sustentam o telhado. O templo é composto por dois salões principais: um a norte denominado de Salão Manjusri, construído em 1147 durante a Dinastia Jin; e o Grande Salão Leste, de maiores dimensões, construído em 857 durante a Dinastia Tang. Outra grande repartição do templo era o Salão Samantabhadra, que ocupava o lado sul do recinto, o qual foi entretanto destruído.

### Salão Leste

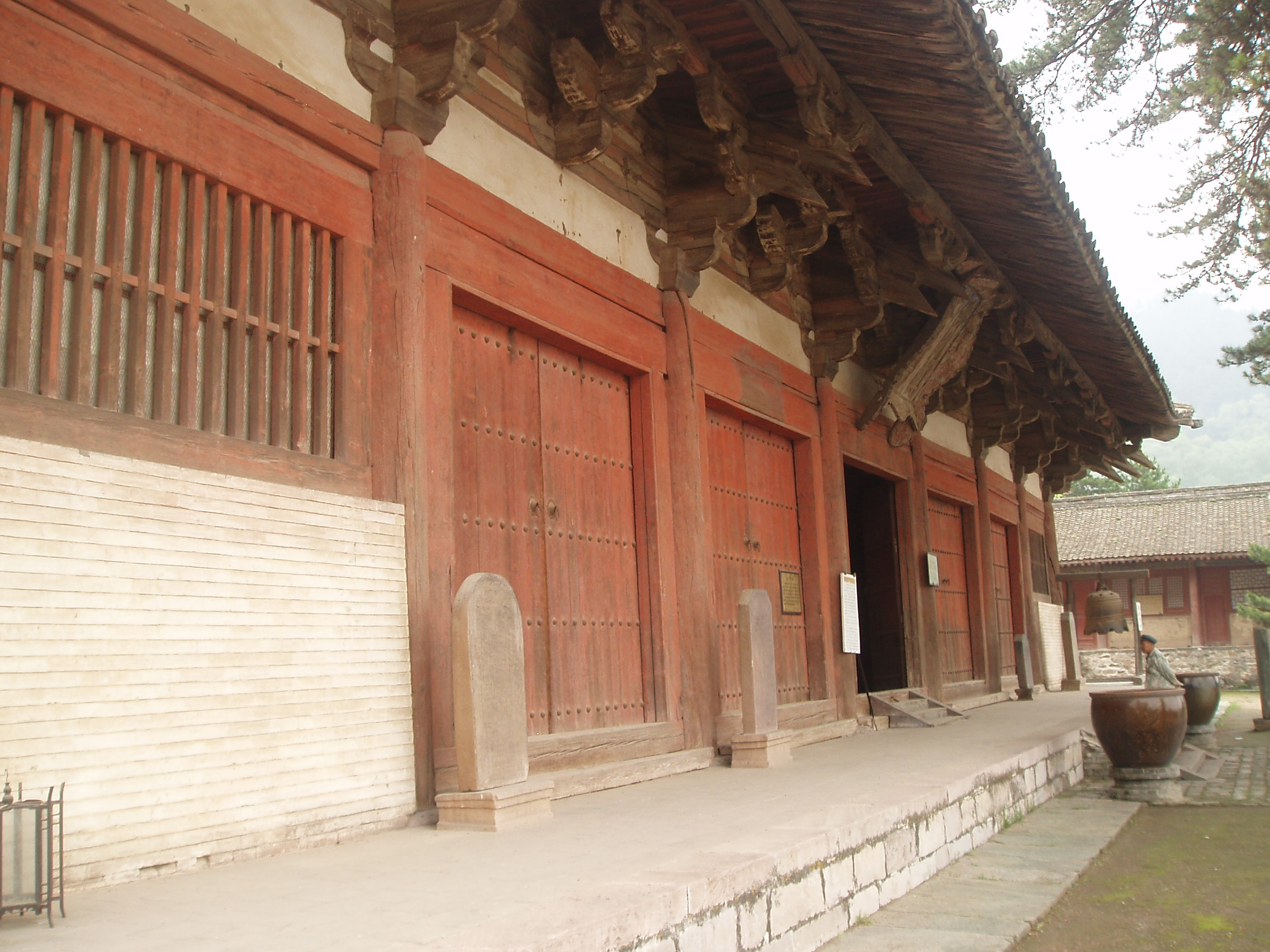
Frente do Salão Leste.

Datado de 857, na Dinastia Tang, o Salão Leste (东大殿) é o terceiro edifício de madeira mais antigo da China, seguindo-se atrás do pavilhão principal do Templo Nanchan (南禪寺), que data de 782, e o salão principal do Templo dos Cinco Dragões (五龍庙), de 831. O salão está localizado no extremo leste do templo, sobre um crepidoma que compõe o embasamento de toda a estrutura. Trata-se de um edifício de andar térreo que ocupa um perímetro de 34 metros por 17,7 metros, o qual é suportado por conjuntos de colunas interiores e exteriores. Sobre cada coluna existe um conjunto compilado de suportes que contém sete tipos de dougongs, cujo tamanho verifica um terço da altura das colunas que os sustentam. Suportando a cobertura do salão, cada um dos conjuntos estão interligados por vigas transversais em forma de meia lua, que criam um anel interior acima do conjunto interno de colunas e um anel exterior acima das colunas exteriores. O salão tem um teto reticulado que oculta grande parte da estrutura interior de sustentação. O telhado de quatro águas e as complexas configurações das mísulas são um testemunho da importância do Salão Leste enquanto estrutura arquitectónica da Dinastia Tang. Segundo o tratado de arquitetura do século XI, Yingzao Fashi, o Salão Leste corresponde a um edifício classificado na sétima posição num sistema de oito classes. O elevado escalão do Salão Leste indica que mesmo durante a dinastia Tang, esta era uma construção de grande importância, e não houve qualquer outro edifício com um grau tão elevado que tenha sobrevivido desde esse período.

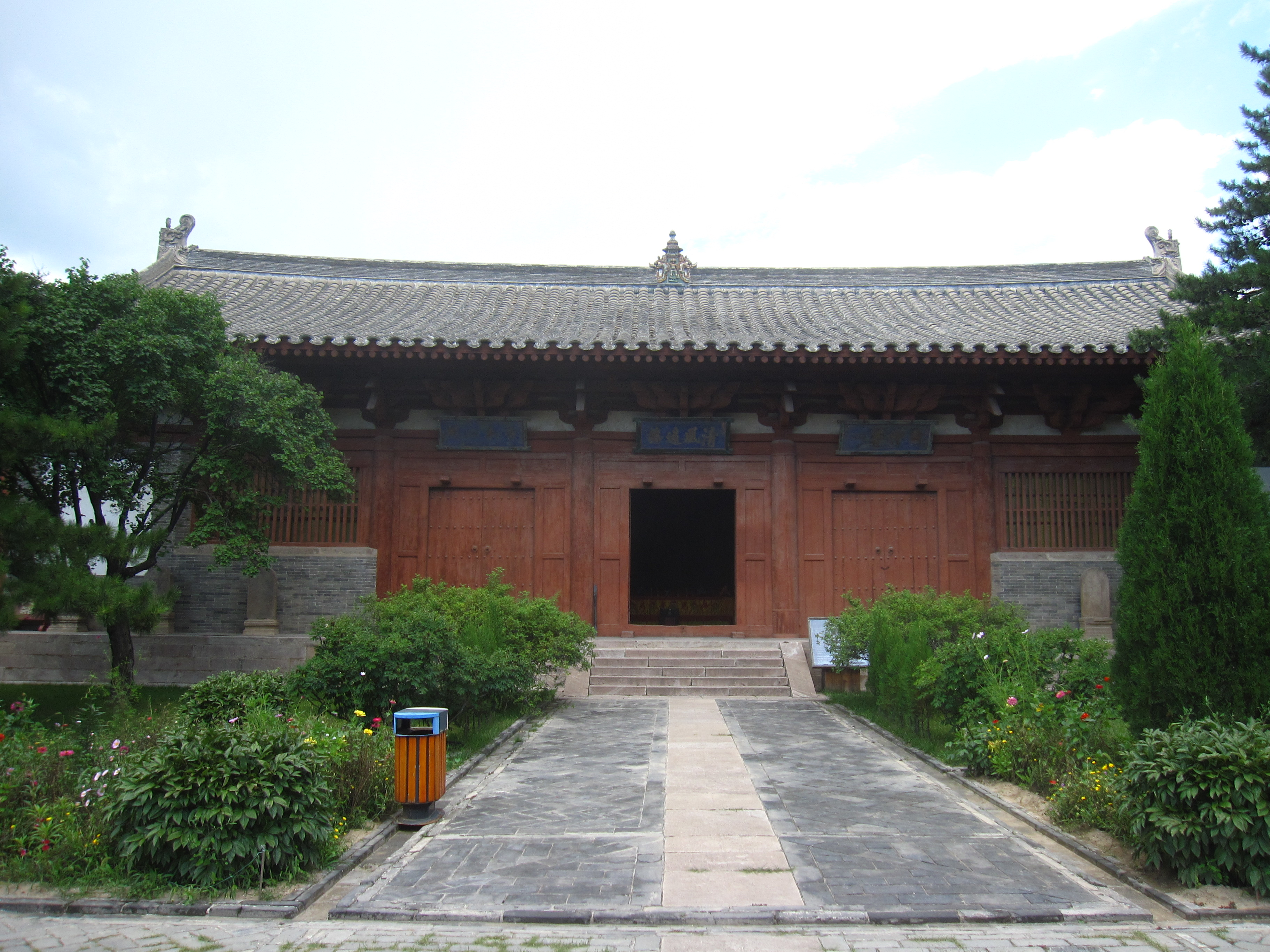
Sala de Manjushri, construída em 1137.

Dentro do salão encontram-se trinta e seis esculturas, assim como murais em cada parede que remontam da dinastia Tang e períodos posteriores. Infelizmente, as estátuas perderam muito do seu valor artístico quando foram repintadas nos anos 1930. Ao centro do salão um pedestal serve de base a três grandes estátuas de Sakyamuni, Amitābha e Maitreya que figuram sentadas sobre assentos em forma de flor-de-lótus. Cada uma destas estátuas é flanqueada por quatro assistentes do Buda e dois bodisatvas em frente. Ao lado da plataforma, existem estátuas de Manjusri montado num leão e Samantabhadra num elefante. Os reis celestiais encontram-se em cada um dos lados do pedestal. Uma estátua que representa o benfeitor do salão, Ning Gongwu e outra do monge que contribuiu para a construção do salão, Yuancheng, situam-se na parte posterior da divisão. Existe ainda um imponente mural no salão que retrata eventos passados, em jatakas, que relatam a vida volvida de Buda. Murais de menores dimensões representam Manjushri e Samantabhadra reunindo donativos para auxiliar na manutenção do templo.

### Salão de Manjusri
No lado norte do átrio situa-se o Salão Manjusri (文殊殿). Este foi construído em 1137 durante a Dinastia Jin e as suas dimensões são idênticas às do Salão Leste, também com sete metros por quatro em cada compartimento. Este salão está sobre um crepidoma a 83 cm de altura, tem três portas na frente e uma porta ao centro na parte de trás, e um telhado de duas águas com dois beirais e gabletes. O interior da estrutura possui apenas quatro pilares de sustentação. Por forma a suportar o grande telhado, vigas diagonais foram utilizadas. Em 1429 durante a dinastia Ming, foram acrescentados murais em cada uma das quatro paredes, que representam arhats.

### Pagode Zushi

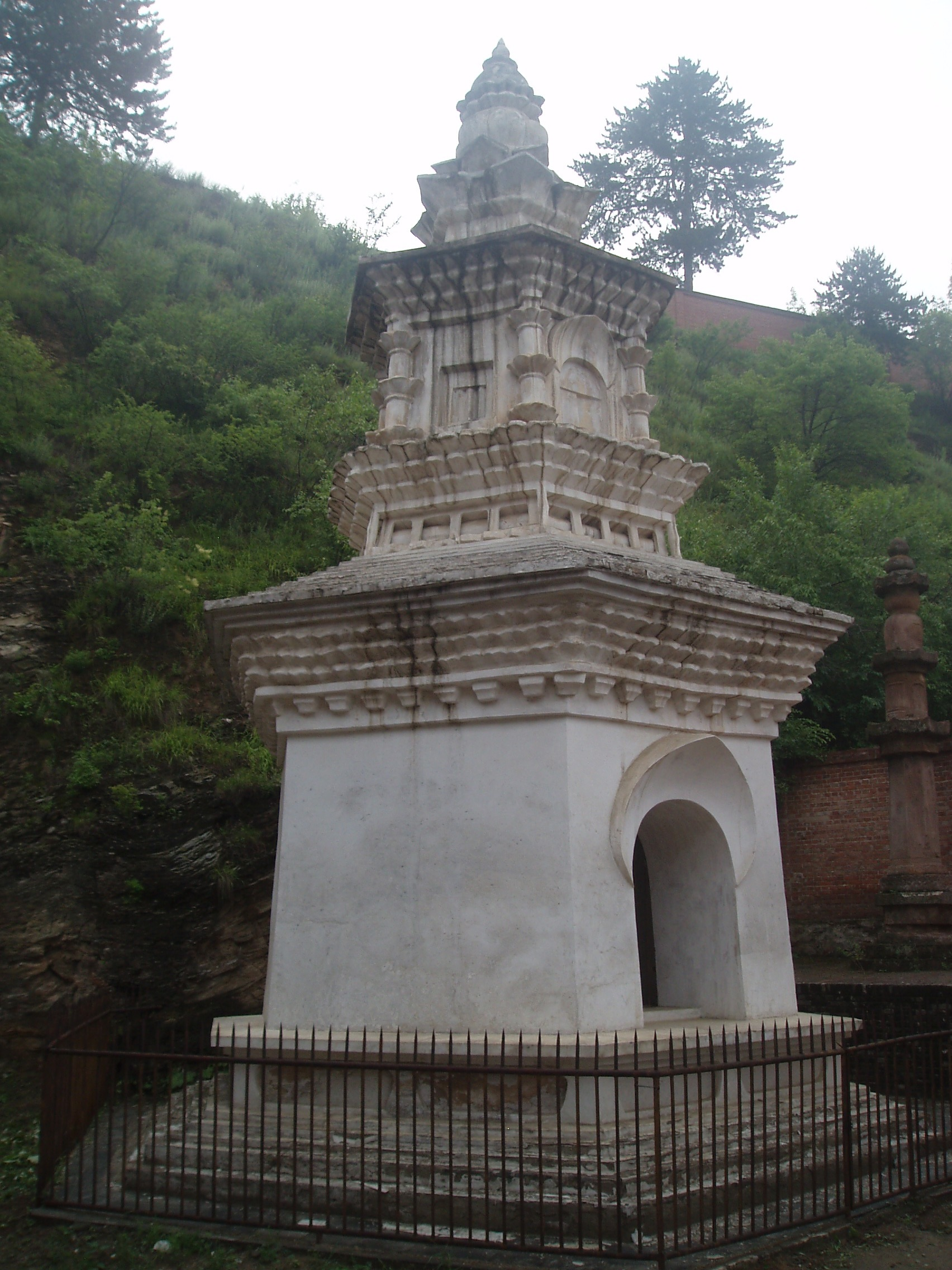
Pagode Zushi.

O Pagode Zushi (em chinês: 祖师塔) é um pequeno pagode funerário localizado a sul de Salão Leste. Embora a sua data de criação não seja exacta, acredita-se ter sido construído ou durante a Dinastia Wei do Norte (386-534) ou durante a Dinastia Qi do Norte (550-577), e possivelmente contém o túmulo do fundador do Templo Foguang. De cor branca, com forma hexagonal, o pagode tem 6 metros de altura. O primeiro piso do pagode tem uma câmara hexagonal, enquanto que o segundo é meramente decorativo. O pagode foi ornamentado com motivos geométricos simples e vegetalistas, com a utilização de pétalas de lótus, e o campanário contém uma preciosa garrafa em forma de flor.

### Pilares fúnebres
No pátio do templo existem dois pilares funerários da Dinastia Tang: o mais antigo deles tem 3,24 metros de altura e uma forma hexagonal, foi construído em 857 durante a construção do Salão Leste.

## Actualmente
Desde 2005, a Global Heritage Fund (GHF), em parceria com a Universidade Tsinghua (Pequim), tem vindo a trabalhar na conservação do património cultural do Salão Leste do Templo Foguang. A estrutura não tinha recebido qualquer restauração desde o século XVII, tendo sofrido alguns danos causados pelas chuvas que acabaram por decompor a madeira. Apesar de se encontrar em processo de restauração, o templo foi aberto ao público. Em 26 de junho de 2009, o templo foi designado como parte do Património Mundial pela UNESCO do Monte Wutai.